# James Baldwin Carrell
James Baldwin Carrell (1940) é um matemático norte-americano.

## Vida e carreira
James Carrell obteve um doutorado em 1967 na Universidade de Washington, orientado por Carl Barnett Allendoerfer, com a tese The Cohomology Ring of a Smooth Manifold.

## Obras
- James B. Carrell: The Cohomology Ring of a Smooth Manifold. Dissertation, University of Washington, 1967, Zusammenfassung in: Transactions of the American Mathematical Society. Band 136, 1969, S. 489–498 (JSTOR)
- James B. Carrell und Jean Dieudonné: Invariant theory, old and new. Academic Press, New York und London 1971, ISBN 0-12-215540-8 (aus Advances in mathematics. Band 4, Nr. 1, 1970, S. 1–80, doi:10.1016/0001-8708(70)90015-0)
- James B. Carrell [u.a.]: Topics in the theory of algebraic groups (= Notre Dame mathematical lectures, Band 10). University of Notre Dame Press, Notre Dame, Indiana 1982, ISBN 0-268-01843-X
- James B. Carrell (Hrsg.): Group actions and vector fields. Proceedings of a Polish-North American seminar held at the University of British Columbia, January 15–February 15, 1981 (= Lecture notes in mathematics, Band 956). Springer, Berlin [u.a.] 1982, ISBN 3-540-11946-9, doi:10.1007/BFb0101503
- James B. Carrell, Anthony V. Geramita und Peter Russell (Hrsg.): Proceedings of the 1984 Vancouver Conference in Algebraic Geometry (= Canadian Mathematical Society. Conference proceedings, Band 6). American Mathematical Society, Providence, Rhode Island 1986, ISBN 0-8218-6010-0; Nachdruck: 1990 (Teildigitalisat)
- James B. Carrell und Ram Murty (Hrsg.): Canadian Mathematical Society = Société mathématique du Canada, 1945–1995. Band 3: Invited papers = Articles sollicités. Canadian Mathematical Society, Ottawa, Ontario 1996, ISBN 0-919558-08-9
- Andrzej Białynicki-Birula, James B. Carrell, Peter Russell und Dennis M. Snow (Hrsg.): Group Actions and Invariant Theory. Proceedings of the 1988 Montreal conference (= Canadian Mathematical Society, Conference proceedings, Band 10). American Mathematical Society, Providence, Rhode Island 1989, ISBN 0-8218-6015-1 (Teildigitalisat)
- Andrzej Białynicki-Birula: Algebraic Quotients. James B. Carrell: Torus Actions and Cohomology. William M. McGovern: The Adjoint Representation and the Adjoint Action (= Encyclopaedia of mathematical sciences, Band 131). Springer, Berlin [u.a.] 2002, ISBN 3-540-43211-6 (Teildigitalisat)